# Blaženka Zvonković
 ‎
Blaženka Zvonković (Novo Mesto, 3. prosinca 1970.), hrvatska akademska slikarica.

## Biografija
Najraniju mladost provela u roditeljskom domu u Jurovskom Brodu. Završila je osnovnu školu u obližnjem mjestu Žakanje 1985. godine, a Školu primijenjene umjetnosti i dizajna u Zagrebu 1989. godine. Četiri godine studirala je u Veneciji na Academia di belle arti, u klasi profesora Emilija Vedove (1919. – 2006.). Potom je studirala i na Akademiji likovnih umjetnosti u Zagrebu, gdje je diplomirala u klasi profesora Vasilija Jordana. 
Izlagala je na više od trideset samostalnih i više od pedeset skupnih izložbi u zemlji i inozemstvu te sudjelovala u radu niza likovnih kolonija. Posebno se istaknula izlaganjem u Veneciji, na Zagrebačkom salonu i u dvorcu Bežancu te sudjelovanjem i doprinosom na mnogim humanitarnim izložbama i aukcijama. Desetak godina predavala je predmet Likovna umjetnost u srednjoj školi. Nagradu općine Žakanje za osobite uspjehe u promicanju likovnog stvaralaštva na području Karlovačke županije, dobila je 2004. godine. U zadnje vrijeme slika pretežno ulja na platnu. Živi i radi u Zagrebu. Stalna je članica Hrvatskog društva likovnih umjetnika (HDLU) i Zadruge likovnih umjetnika Hrvatske (LIKUM).

## Samostalne izložbe
- 1989. Venecija, Italija - Bevi l'aqua - Pizori Pasije
- 1991. Eisenstadt, Austrija - Sjećanje na zavičaj
- 1993. Bežanec - dvorac - Vedute starog Zagreba
- 1996. Biograd - Gradski muzej
- 1998. Karlovac - Galerija Vjekoslava Karasa
- 1999. Zagreb - CROSKO/INA - Slike lirske konotacije
- 1999. Rijeka - Rafinerija Mlaka - Vatra i voda
- 2000. Žakanje - Galerija ALM - Krajolici skrovite vedrine
- 2000. Biograd - Zavičajni muzej - Osluškivanje morske dubine
- 2000. Karlovac - Likovna kolonija - Zavičaju gdje me već dugo nema
- 2000. Zagreb - Galerija Miroslav Kraljević - Monumentalnost zagrebačkih veduta
- 2001. Virovitica - Gradski muzej - Krajolici
- 2001. Trogir - Muzej grada - Mora
- 2001. Neum, Bosna i Hercegovina - Hotel Sunce
- 2002. Vinkovci - Gradski muzej - Vedute Vinkovaca
- 2002. Zadar - Muzej grada - Poklon gradu Zadru
- 2002. Zagreb - Autobusni kolodvor - Konji, mora i gradovi
- 2003. Slavonski Brod - Bolnica dr. Benčević - Lopoči
- 2003. Trogir - Muzej grada - Mora
- 2003. Široki Brijeg, Bosna i Hercegovina - Franjevački samostan - Praznik boja
- 2004. Žakanje - Galerijski prostor općine
- 2004. Zagreb - Dvorana Vatroslav Lisinski - Vedute i pejzaži
- 2004. Rijeka - INA - Titraji modrine s vedutama grada
- 2004. Split - Galerija Kula - Pasteli i vedute Splita
- 2005. Pravutina - Restaurant Pravutina - Vedute i pejzaži mog zavičaja
- 2006. Zagreb - Salon Citroën - Motivi s Jadrana
- 2007. Varaždin - Salon Proskornjak
- 2007. Varaždin - Zagrebačka banka
- 2008. Metlika, Slovenija - Žumberački dom - Vedute i pejzaži Bele krajine i Pokuplja
- 2009. Koločep - Zdravstvena stanica - Ekspresije Kalamote i Dubrovnika
- 2009. Zagreb - Likum, Galerija Izlog - Zagreb, tak imam te rad
- 2009. Zagreb - Autokuća Štarkelj, Salon Dacia - Pejzaži

## Vanjske poveznice
- službene stranice  Arhivirana inačica izvorne stranice od 13. prosinca 2009. (Wayback Machine)